# موسبلهايم

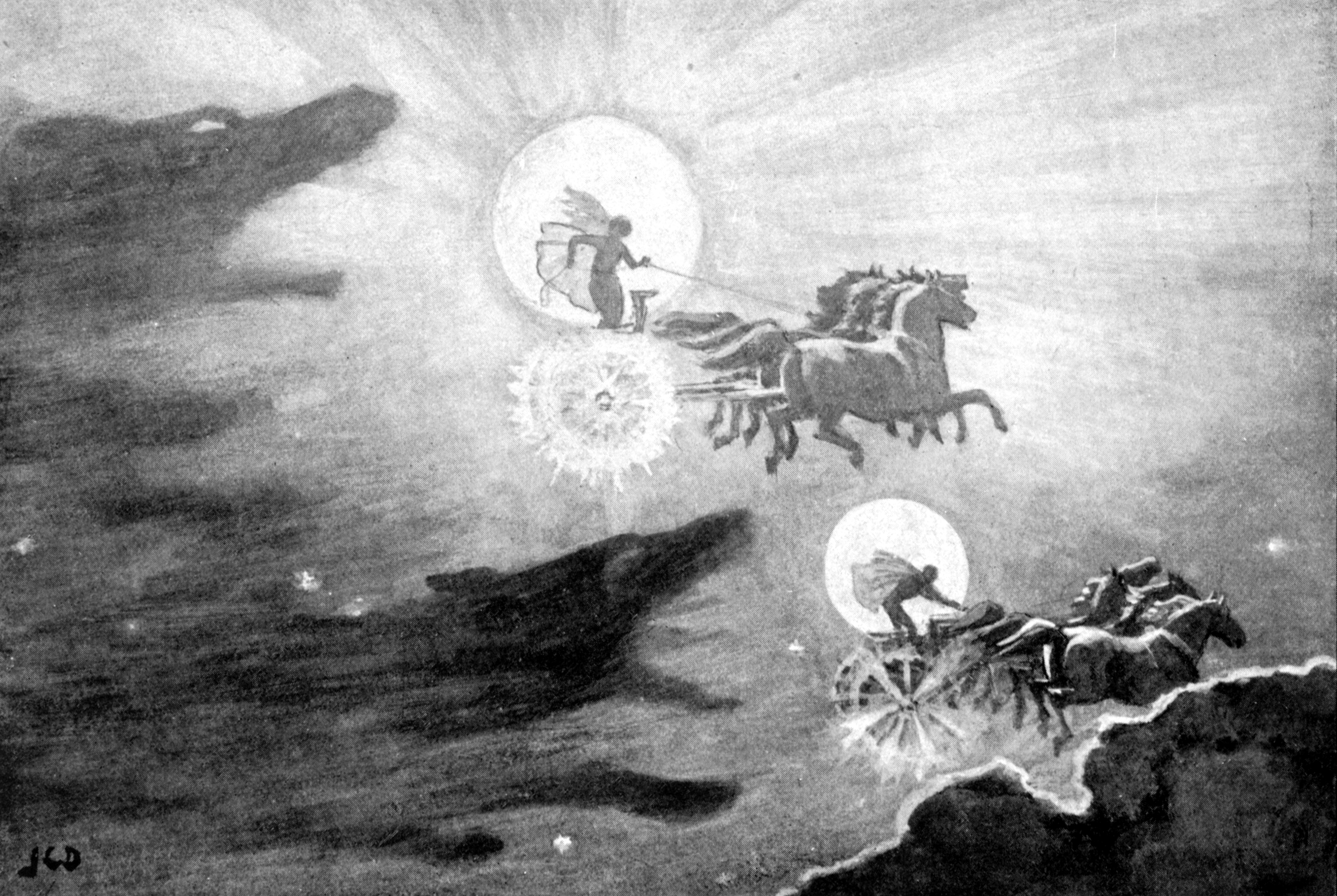

موسبلهايم (بالنوردية القديمة: Múspellsheimr) الأرض الحارة التي يحرسها عملاق النار سورت وفي البداية أذابت الرياح الدافئة الجليد من نيفلهايم فأعطت شكلا يمير والد العمالقة الأشرار وعند راكناروك فإن أبناء موسبل يقودهم سورت سيقومون ويدمرون العالم بالنار.